# Oenothera latipetala
Oenothera latipetala är en dunörtsväxtart som först beskrevs av Adriano Soldano, och fick sitt nu gällande namn av Adriano Soldano. Oenothera latipetala ingår i släktet nattljussläktet, och familjen dunörtsväxter. Inga underarter finns listade i Catalogue of Life.